# 东庄站
东庄站位于中华人民共和国河北省石家庄市长安区东庄村规划中沙河大道与规划中秦岭北街交叉口地下，是石家庄地铁1号线的地铁车站。本站于2019年6月26日开通。

## 历史
本站因2019-nCoV疫情于2020年1月29日起临时关闭。